# Horodyszcze (wiejska rada Bajowa)
Horodyszcze (ukr. Городище) – wieś położona na Ukrainie, w rejonie łuckim, w obwodzie wołyńskim, liczy 841 mieszkańców.